# Calvin Collins (Footballspieler)
Calvin Lewis Collins (* 5. Januar 1974 in Beaumont, Texas) ist ein ehemaliger US-amerikanischer American-Football-Spieler auf der Position des Offensive Guards und Centers. Er spielte in seiner Karriere bei den Minnesota Vikings und den Atlanta Falcons in der National Football League.

## Frühe Jahre
Collins ging in seiner Geburtsstadt Beaumont auf die Highschool. Später besuchte er die Texas A&M University.

## NFL

### Atlanta Falcons
Collins wurde im NFL-Draft 1997 in der sechsten Runde an 180. Stelle von den Atlanta Falcons ausgewählt. In seiner ersten Saison bei den Falcons startete er als Center. In seiner zweiten Saison wechselte er auf die Position des linken Guards. Er zog mit den Falcons in den Super Bowl XXXIII ein, welcher jedoch mit 34:19 gegen die Denver Broncos verloren ging.

### Minnesota Vikings
Zur Saison 2001 heuerte Collins bei den Minnesota Vikings an. Hier spielte er sieben Partien.

### Hoston Texans, Pittsburgh Steelers und Denver Broncos
Zur Saison 2002 unterschrieb er einen Vertrag bei den Houston Texans. Auf Grund einer Verletzung wurde er jedoch vorzeitig entlassen. 2003 versuchte er noch einen Anlauf bei den Pittsburgh Steelers, 2004 bei den Denver Broncos. Jedoch schaffte er es nicht in den finalen Kader.